# Ribbon (彩音の曲)
「ribbon」（リボン）は、日本の女性歌手、彩音の2枚目のシングル。2005年2月2日にサイトロン・デジタルコンテンツより発売された。

## 概要
- 前作「KIZUNA〜絆」以来、3ヶ月振りとなるリリース。
- 表題曲はPlayStation 2用ゲームソフト『Memories Off After Rain』のオープニングテーマに起用され、カップリング曲は同ゲームのエンディングテーマに起用されている[2]。
- 本人の2枚目のオリジナルアルバム『Elephant Notes』に収録され、またはデビュー10周年を記念したアルバム『Base Ten』に「ribbon ～10th anniv.ver.～」として新規録り下ろしバージョンが収録されている。

## 収録曲
| 全作詞・作曲: 志倉千代丸、全編曲: 上野浩司。 |                           |            |            |      |
| #                                            | タイトル                  | 作詞       | 作曲・編曲 | 時間 |
| 1.                                           | 「ribbon」                | 志倉千代丸 | 志倉千代丸 | 5:03 |
| 2.                                           | 「After Rain」            | 志倉千代丸 | 志倉千代丸 | 5:37 |
| 3.                                           | 「ribbon」(off vocal)     | 志倉千代丸 | 志倉千代丸 | 5:03 |
| 4.                                           | 「After Rain」(off vocal) | 志倉千代丸 | 志倉千代丸 | 5:33 |
| 合計時間:                                    | 合計時間:                 | 21:16      |            |      |